# Androcymbium melanthioides
Androcymbium melanthioides là một loài thực vật có hoa trong họ Colchicaceae. Loài này được Willd. miêu tả khoa học đầu tiên năm 1808. Khu vực phân bố: Từ Zimbabwe tới Nam Phi.